# Haus Kirchplatz 16/18 (Bad Laasphe)

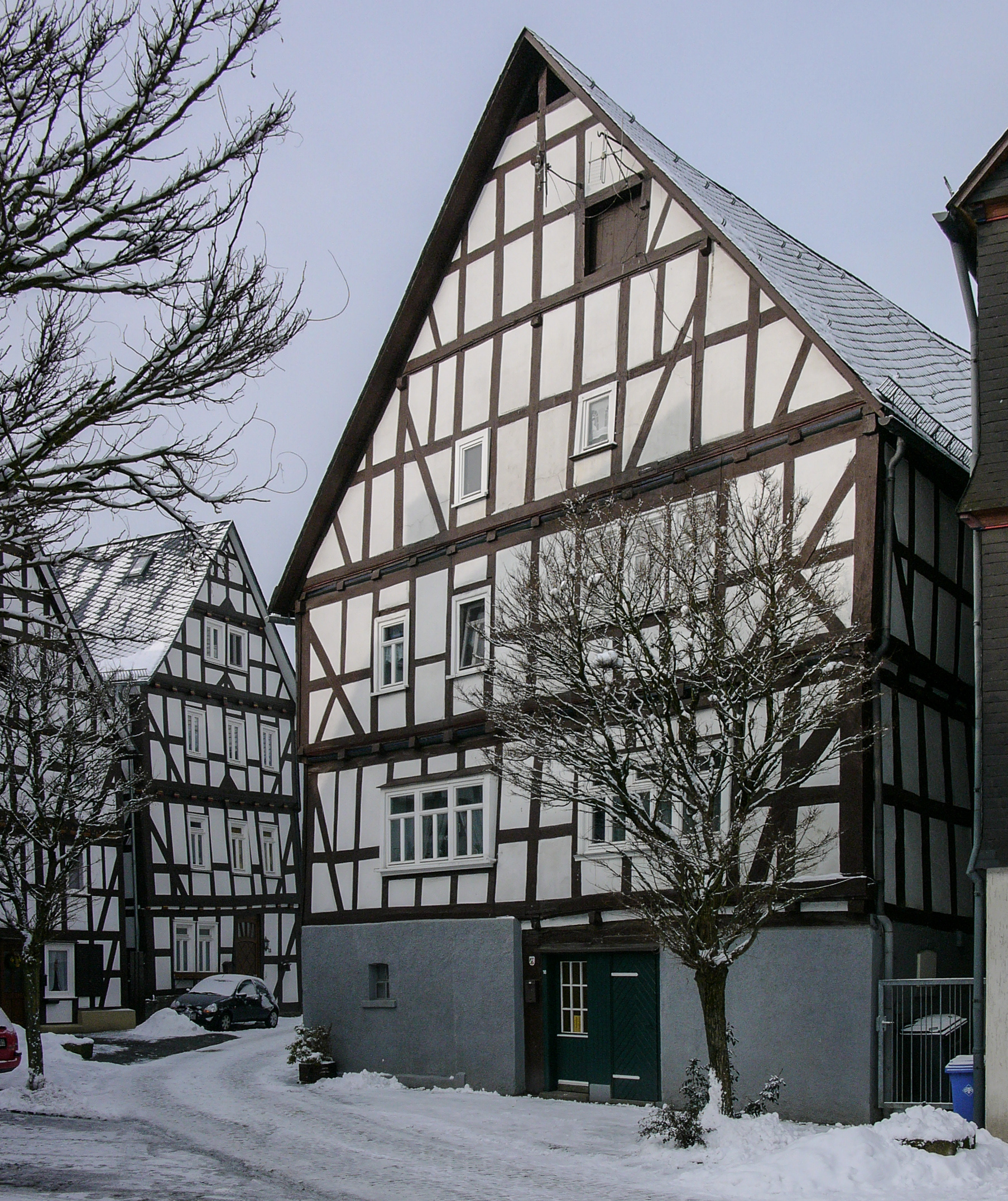
Haus Kirchplatz 16/18 von der Wallstraße aus gesehen

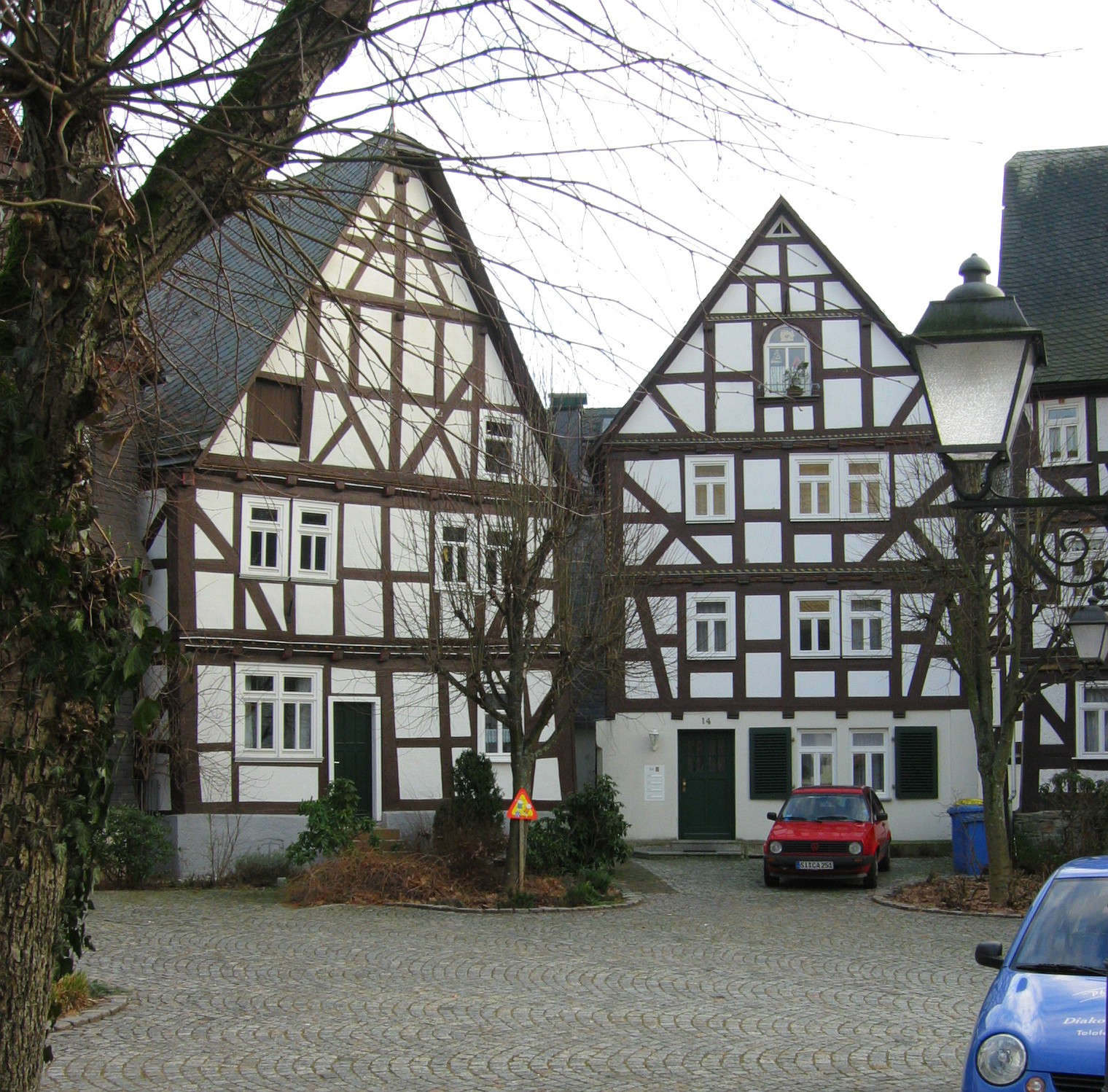
Kirchplatz in Bad Laasphe, links das 1687 erbaute Doppelhaus Kirchplatz 16/18, Foto 2003

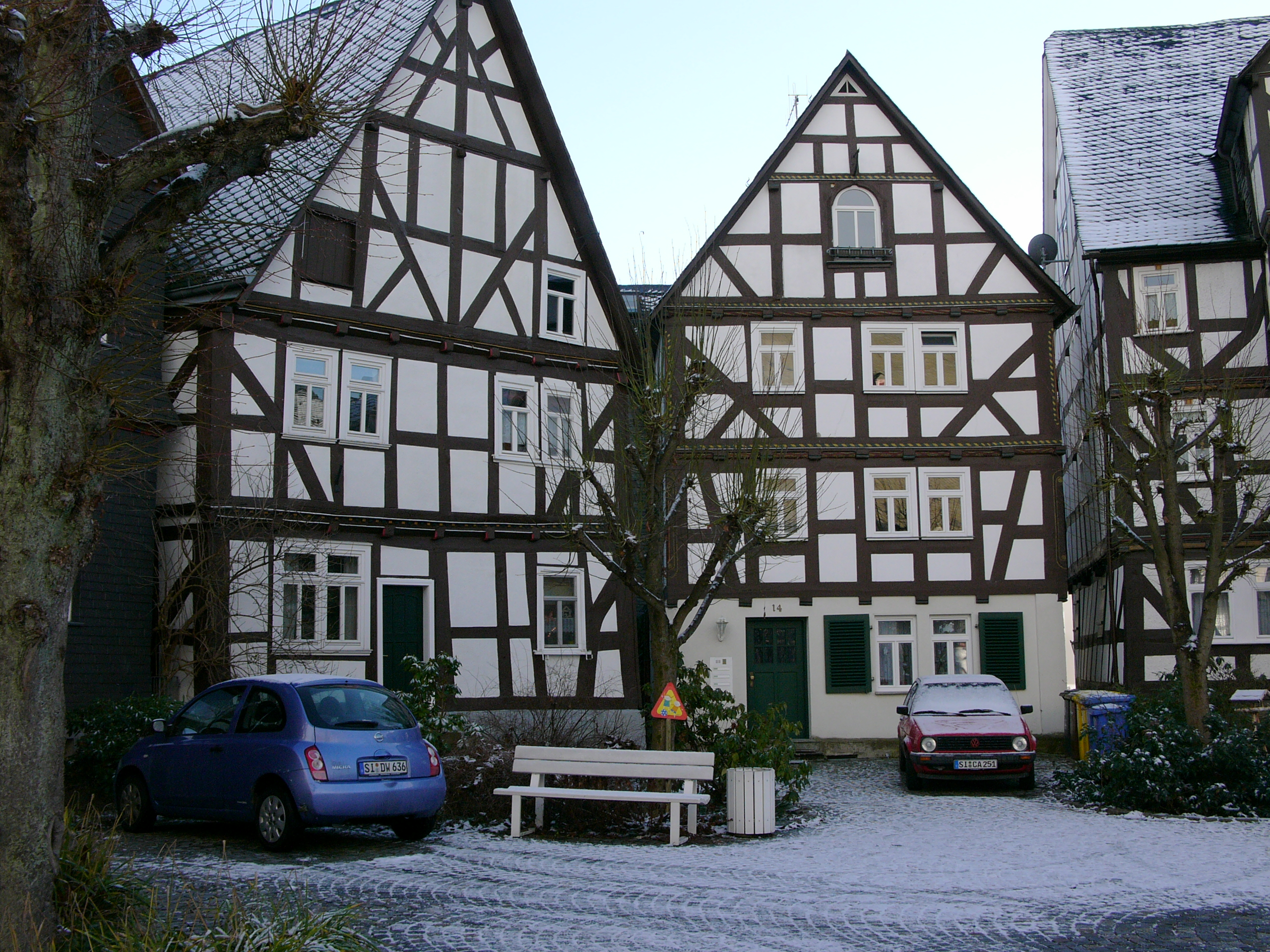
Links das 1687 erbaute Doppelhaus Kirchplatz 16/18, Foto 2005

Das Haus Kirchplatz 16/18 (auch: Wallstr. 16/18) ist ein seit 1987 unter Denkmalschutz stehendes Fachwerkhaus in der historischen Altstadt von Bad Laasphe, das 1687 als Ersatzbau nach dem Stadtbrand am 22. Mai 1683 als Bürgerhaus der Barockzeit errichtet wurde. Über einem steinernen Kellergeschoss erheben sich zwei Fachwerkgeschosse. Von Anfang an wurde es als Doppelhaus angelegt, dessen Firstlinie die beiden Besitzerparteien trennte.

## Besitzergeschichte
Erster bekannter Besitzer der gesamten Parzelle war der Krämer und Laaspher Bürger Kraft (Crato) Keller junior, genannt Hülscher, der hier 1606 zum ersten Mal genannt wird und vermutlich bis zu seinem Tod um 1640 hier gewohnt hat. Seine Wittwe Gottliebe geb. Danzenbächer wird hier bis zu ihrem Tod um 1644 weiter gewohnt haben. Damals stand hier ein Wohnhaus für eine Familie.
Der nächste Bewohner war bis 1673 Ebert Langenbach, der über seine zweite Ehefrau Enchen Gottschalk, der Witwe des Johannes Keller mit der Familie Keller verwandt war. Er war in den Jahren 1643, 1650 und 1664 Bürgermeister von Laasphe und starb 1673.
In der Spätphase des Dreißigjährigen Kriegs, im Jahr 1645, wurden fast alle Einwohner der Stadt von einer durchziehenden Einheit Soldaten ausgeraubt. Über den Vorgang wurde ein offizielles Protokoll angefertigt, in dem auch die Verluste des Ebert Langenbach unter der Nummer 50 aufgeführt sind.
Ebert Langenbach wurden in seinem Hause gestohlen:
3 Kühe, 1 Pirschbüchse (Jagdgewehr), 1 silberner Löffel, 80 grob leinen Tuch, 16 Ellen klein rein Leinentuch, 2  wullen Decketücher,
1  Manßmantell (Männermantel), der Frauwen ein Wammeßgen, 1  duppeltaffeten Schürtztuch, 1 neue Schürtztuch von grün Raß, 3 Leilachen, 1 Taufwindel, 5 Küßen Ziehen (Kissenbezüge), allerhand klein Leinenwand Kragen Hembten Weiberhauben, 1 Kupfer Kessell,
Fleisch, Blaues Tuch 1½ Ellen, Gesottene Butter, Frische Butter, 8 große Käse, 3½ Mesten (Hohlmaß, 1 M. etwa 26 Liter) Mehl sowie in der Summe 98 Reichstaler und 2½ Kopfstücke.
1673 ging das Anwesen wieder in die Hand eines Angehörigen der Keller-Familie zurück. Der 1631 geborene Schuhmachermeister Johann Jost Keller, wahrscheinlich ein Enkel des Crato Keller, war der Sohn der Ennchen Gottschalk (Witwe des Ebert Langenbach), die nun mit ihrem Sohn das Haus bewohnte. Johann Jost Keller hatte schon 1659 die Pfarrerstochter Agnes Mengel geheiratet, eine entfernte Verwandte, die jedoch 1678 in dem Haus starb und Keller als Wittwer mit seiner Mutter und vier Kindern zurückließ.
Es ist nicht ganz klar, wann das Anwesen zu einem Doppelhaus umgebaut wurde. Schon vor dem Brand im Mai 1683 sind nämlich hier in einer Einwohnerliste vom 7. November 1682 zwei Familien genannt: Zum einen Johann Jost Keller, 4 Kinder, seine Mutter Ennchen Gottschalk verwitwete Langenbach, und zum anderen der Corporal Fischer mit 1 Magd, 1 Kind und einem Beisitzer (Mieter). Die Mutter Kellers starb bald darauf im Februar 1683.
In dieser Besetzung brannte das Haus dann im Mai 1683 ab und wurde höchstwahrscheinlich im Sommer 1687 unter Mitverwendung älterer Hölzer aus der Zeit um 1506 wieder aufgebaut. Sein heutiges steinernes Kellergeschoss ist von Anfang an für eine Trennwand unter der Firstlinie konzipiert worden. Es spricht viel dafür, dass auch das steinerne Kellergeschoss 1687 neu erbaut wurde, um die gemeinsame Bewohnung vor dem Brand durch zwei Familien in eine dauerhafte konstruktive Lösung zu überführen.
Johann Jost Keller hat dann die südliche Hälfte (heute Kirchplatz 16) des Neubaus als Witwer mit seinen vier überlebenden Kindern bewohnt und ist hier 1706 gestorben. Dann übernahm die Haushälfte sein Sohn Franz Wilhelm Keller (1674 - 1726), der auch als Schuhmacher arbeitete. Er war zweimal verheiratet und hatte zwei überlebende Kinder. Von diesen übernahm nach dem Tod des Vaters 1726 der Sohn, der Rügenmeister Johannes (1706 - 1768) das Anwesen, der es aber noch vor seinem Tode 1765 im Jahr 1759 an Jakob Zode weitergab. Bereits nach drei Jahren starb Zode und seine Witwe Klara Luise geb. Fischer lebte noch bis 1795 in dem Haus, zunächst mit ihren zwei minderjährigen Kindern Konrad und Jakob. Jakob gründete zwar im Haus seiner Mutter mit Anna Elisabeth Benfer einen eigenen Hausstand, er starb aber jung, sodass zwei Witwen im Hause lebten. Erst der dritte Ehemann der Anna Elisabeth, Henrich Koch, lebte länger in dem Haus, bis 1827. Anna Elisabeth starb 1830.
Die nördliche Haushälfte (Kirchplatz 18) bewohnte seit dem Wiederaufbau 1687 der genannte Lorenz Fischer, der damals als „Korporal unter den Unionsvölkern“ bezeichnet wird. Er hatte am 28. November 1683, also kurz nach dem Brand, in Laasphe Anna Katharina Vietor geheiratet, die 1696 starb. Wo er in der Zeit zwischen Brand und Wiederaufbau 1683 - 1687 lebte, ist nicht überliefert. Über eine weitere Frau Ariane, die er 1697 in Feudingen heiratete, ist kaum etwas bekannt. Er hatte mit Anna Katharina acht Kinder, von denen vier das Kindesalter überlebten. Was aus dem bereits in der Liste von 1682 genannten Kind geworden ist, ist unklar. Vielleicht handelte es sich um kein leibliches Kind des Corporals.
Die Haushälfte erbte 1707 sein Sohn Wilhelm, der hier bis 1742 als Hutmachermeister arbeitete. Dann gibt es auf dessen Sohn Georg über, ebenfalls ein Hutmachermeister (und Gemeinsmann für das Viertel).
Um 1756 kaufte Konrad Schuchard das Haus, ein nach Laasphe Zugezogener, der als Hofschneider arbeitete, aber schon 1759 starb. Ihm folgte sein Schwiegersohn, der Schneider Friedrich Feuring, der 1745 Schuchards Tochter Henriette geheiratet hatte und 1805 starb. Damit ging das Haus in die Hände seines Sohnes Christian Feuring über, der hier eine Hufschmiede einrichtete. Er ist 1812 als Gemeindsmann für das Stadtviertel und 1835 als Viertelsvorsteher nachgewiesen. 1861 ist er gestorben. Es folgten Christian Schmidt (1871 genannt) und Adolf Klein (1877).
Ob diese die Schmiede in dem Haus Kirchplatz 18 fortgeführt haben, ist nicht bekannt. Um 1900 betrieb dann Karl Heinrich Lettermann (1846–1913) hier wieder eine Schmiede.

## Datierung
2019 wurde ein konstruktiv wichtiger Eichenbalken des westlichen Giebels dendrochronologisch untersucht, und die Fällung des Baumes im Winter 1686/87 festgestellt. Angesichts des großen Holzbedarfs nach dem Brand 1683 wurde das Haus mit allergrößter Sicherheit im Sommer 1687 aufgeschlagen. Dabei wurden auch ältere Eichbalken wiederverwendet. Ein Balken der Trennwand zwischen den beiden Doppelhaushälften stammt aus den Jahren um 1499. Vermutlich handelt es sich um Holz, das für den Wiederaufbau von Laasphe nach dem großen Stadtbrand 1506 geschlagen worden ist.